# مارپیچ (فیلم ۲۰۰۷)
«مارپیچ» (انگلیسی: Spiral) فیلمی آمریکایی به کارگردانی ژول دیوید مور و آدام گرین است که در سال ۲۰۰۷ منتشر شد. از بازیگران آن می‌توان به آمبر تامبلین، ژول دیوید مور، زکری لوی و تریشیا هلفر اشاره کرد.